# Художественный музей Сальвадора
Художественный музей Сальвадора (исп. Museo de Arte de El Salvador, MARTE) — художественный музей в городе Сан-Сальвадор, открытый в мае 2003 года; расположен в здании спроектированном архитектором Сальвадором Чусси и имеет общую площадь в 2275 м² — был расширен в 2007 году. Три музейных зала размещают постоянную экспозицию сальвадорского искусства, а два помещения отведены для временных выставок произведений современного искусства, созданного авторами из Центральной и Южной Америки.

## История и описание
Художественный музей Сальвадора (MARTE) был открыт в городе Сан-Сальвадор 22 мая 2003 года; общая площадь музейного здания составляет 2275 квадратных метров — оно было построено по проекту местного архитектора и художника Сальвадора Чусси (Salvador Choussy, род. 1947) на участке земли в центре города площадью в 6520 м². Здание включает в себя как выставочные залы, так и дополнительные пространства — административные помещения, склад для коллекции, мастерские и вспомогательные помещения; кроме того, частью музея стала и проекционная комната (кинозал). В 2007 году музейное здание было расширено за счёт строительства дополнительного многофункционального зала имени Эрнесто Альвареса Кордовы (Salón Ernesto Álvarez Córdova) и дополнительного выставочного зала.
По состоянию на 2019 год, музей имел общую площадь в 2968 квадратных метров, из которых 1208 м² использовались для выставок: выставочные площади были разделены между пятью залами. Три музейных пространства предназначались для постоянной экспозиции «Al Compás del Tiempo. Procesos e influencias en el arte salvadoreño» по истории сальвадорского искусства («Gran Sala», «Sala 3» и «Sala 4»), а два оставшихся (192 м² и 152 м²) — для временных выставок, которые также проводились и в дополнительных помещениях площадью в 156 м². Важной частью проекта нового музея было объединение его здания с Монументом революции (Monumento a la Revolución), созданным архитекторами Оскаром Рейесом и Куртом Шульце в пятидесятых годах; 14 декабря 1955 года монументальная скульптура была открыта президентом республики Оскаром Осорио (1910—1969).
Считается, что современное искусство началось в Сальвадоре в 1996 году: в данный период, после официального снятия запретов, местные художники стали создавать свои первые произведения видео-арта и инсталляции. Примеры созданных с того времени произведений представлены в помещении «Sala 4»; временные выставки позволяют местной аудитории узнать и о работах европейских и американских авторов — так в 2017 года в музее прошла экспозиция работ швейцарского художника и куратора Андреаса Хойзера (род. 1976) «Nada — El arte de la ausencia».